# قرار مجلس الأمن التابع للأمم المتحدة رقم 449
قرار مجلس الأمن التابع للأمم المتحدة رقم 449، الذي تم تبنيه في 30 مايو 1979، نظر في تقرير للأمين العام بشأن قوة الأمم المتحدة لمراقبة فض الاشتباك. وأشار المجلس إلى الجهود التي تبذلها لإحلال سلام دائم وعادل في الشرق الأوسط، ولكنه أعرب أيضا عن قلقه إزاء حالة التوتر السائدة في المنطقة.
قرر المجلس دعوة الأطراف المعنية إلى التنفيذ الفوري للقرار 338 (1973)، وجدد ولاية قوة المراقبة لمدة 6 أشهر أخرى حتى 30 نوفمبر 1979، وطلب من الأمين العام تقديم تقرير عن الوضع في نهاية تلك الفترة.
وقد اتخذ القرار بأغلبية 14 صوتاً. لم تشارك الصين في التصويت.